# Vajna Károly
Vajna Károly (Nagyenyed, 1851. október 13. – 1931. július 13.) királyi tanácsos, a budapesti királyi országos gyűjtőfogház igazgatója.

## Élete
Apja Vajna Antal a nagyenyedi kollégiumnak, az ún. Főtanodának volt a pedagógia–klasszika literatúra tanára. A nagyenyedi kollégiumban tanult. 1870-1874 között Nagyszebenben tanult.
1878-tól felesége Ekrenburgi Stock Leopoldin.

## Művei
- 1898 A szamosujvári vár. In: Szamosujvár monographiája.
- 1896-1897 Hazai régi büntetések II. Budapest.